# SV Fortuna Regensburg
Der SV Fortuna Regensburg ist ein Sportverein aus Regensburg. Seine Sparten, insbesondere Badminton und Schach, erzielten in der Vergangenheit zahlreiche nationale Erfolge.

## Geschichte
Der Verein wurde 1960 gegründet. 1961 wurde mit der Schachabteilung eine später äußerst erfolgreich werdende Sparte in den Verein integriert. Noch erfolgreicher war aus dem Verein lediglich die Badmintonabteilung. 1972 erfolgte die Gründung der Volleyballabteilung beim SV Fortuna. 2012 entstand die Abteilung der Green Berets Cheerleader. Derzeit bietet der Verein die Sportarten Badminton, Cheerleading, Fußball, Kampfsport (Aikido, Judo, Karate, Sambo, Taekwondo), Schwimmen, Tennis, Turnen und Volleyball an.

## Badminton

### Erfolge
| Saison    | Veranstaltung                     | Disziplin    | Platz | Name |
| --------- | --------------------------------- | ------------ | ----- | --- |
| 1981/1982 | Deutsche Einzelmeisterschaft      | Herreneinzel | 3     | Rolf Rüsseler (Fortuna Regensburg) |
| 1982/1983 | Deutsche Einzelmeisterschaft      | Herreneinzel | 3     | Rolf Rüsseler (Fortuna Regensburg) |
| 1986/1987 | Deutsche Einzelmeisterschaft      | Dameneinzel  | 3     | Birgit Schilling (Fortuna Regensburg) |
| 1986/1987 | Deutsche Einzelmeisterschaft      | Herreneinzel | 3     | Gerhard Treitinger (Fortuna Regensburg)                                                                                                  |
| 1986/1987 | Deutsche Einzelmeisterschaft      | Herrendoppel | 3     | Uwe Scherpen / Gerhard Treitinger (Kölner FC Blau Gold / Fortuna Regensburg)                                                             |
| 1986/1987 | Deutsche Mannschaftsmeisterschaft | Mannschaft   | 2     | SV Fortuna Regensburg |
| 1987/1988 | Deutsche Mannschaftsmeisterschaft | Mannschaft   | 3     | SV Fortuna Regensburg |
| 1987/1988 | Deutsche Einzelmeisterschaft      | Herrendoppel | 2     | Guido Schänzler / Gerhard Treitinger (TTC Brauweiler / Fortuna Regensburg)                                                               |
| 1988/1989 | Deutsche Einzelmeisterschaft      | Mixed        | 2     | Markus Keck / Anne-Katrin Seid (Fortuna Regensburg / SSV Ulm 1846)                                                                       |
| 1988/1989 | Deutsche Einzelmeisterschaft      | Herrendoppel | 3     | Guido Schänzler / Gerhard Treitinger (TTC Brauweiler / Fortuna Regensburg)                                                               |
| 1988/1989 | Deutsche Einzelmeisterschaft      | Herrendoppel | 3     | Robert Neumann / Markus Keck (FC Langenfeld / Fortuna Regensburg)                                                                        |
| 1988/1989 | Deutsche Einzelmeisterschaft      | Damendoppel  | 3     | Anne-Katrin Seid / Elke Drews (Fortuna Regensburg)                                                                                       |
| 1988/1989 | Deutsche Mannschaftsmeisterschaft | Mannschaft   | 2     | SV Fortuna Regensburg |
| 1989/1990 | Deutsche Mannschaftsmeisterschaft | Mannschaft   | 1     | SV Fortuna Regensburg (Markus Keck, Gerhard Treitinger, Michael Keck, Michael Deuerling, Anne-Katrin Seid, Elke Drews, Birgit Schilling) |
| 1989/1990 | Deutsche Einzelmeisterschaft      | Herreneinzel | 2     | Markus Keck (Fortuna Regensburg) |
| 1989/1990 | Deutsche Einzelmeisterschaft      | Herrendoppel | 3     | Kai Mitteldorf / Michael Keck (Bayer Uerdingen / Fortuna Regensburg)                                                                     |
| 1989/1990 | Deutsche Einzelmeisterschaft      | Herrendoppel | 1     | Markus Keck / Stephan Kuhl (SV Fortuna Regensburg / FC Langenfeld)                                                                       |
| 1989/1990 | Deutsche Einzelmeisterschaft      | Mixed        | 1     | Michael Keck / Anne-Katrin Seid (SV Fortuna Regensburg)                                                                                  |
| 1989/1990 | Deutsche Einzelmeisterschaft      | Damendoppel  | 3     | Andrea Findhammer / Anne-Katrin Seid (1. BV Mülheim / Fortuna Regensburg)                                                                |
| 1989/1990 | Deutsche Einzelmeisterschaft      | Dameneinzel  | 3     | Anne-Katrin Seid (Fortuna Regensburg) |
| 1990/1991 | Deutsche Einzelmeisterschaft      | Herreneinzel | 3     | Markus Keck (Fortuna Regensburg) |
| 1990/1991 | Deutsche Einzelmeisterschaft      | Herrendoppel | 3     | Stephan Kuhl / Michael Keck (1. BV Mülheim / Fortuna Regensburg)                                                                         |
| 1990/1991 | Deutsche Einzelmeisterschaft      | Herreneinzel | 2     | Michael Keck (Fortuna Regensburg) |
| 1990/1991 | Deutsche Einzelmeisterschaft      | Mixed        | 2     | Markus Keck / Katrin Schmidt (Fortuna Regensburg / TuS Wiebelskirchen)                                                                   |
| 1990/1991 | Deutsche Einzelmeisterschaft      | Mixed        | 1     | Michael Keck / Anne-Katrin Seid (SV Fortuna Regensburg)                                                                                  |
| 1990/1991 | Deutsche Einzelmeisterschaft      | Damendoppel  | 2     | Anne-Katrin Seid / Andrea Findhammer (Fortuna Regensburg / 1. BV Mülheim)                                                                |
| 1990/1991 | Deutsche Mannschaftsmeisterschaft | Mannschaft   | 3     | SV Fortuna Regensburg |
| 1991/1992 | Deutsche Mannschaftsmeisterschaft | Mannschaft   | 2     | SV Fortuna Regensburg |
| 1991/1992 | Deutsche Einzelmeisterschaft      | Herrendoppel | 2     | Markus Keck / Michael Helber (Fortuna Regensburg / TuS Wiebelskirchen)                                                                   |
| 1991/1992 | Deutsche Einzelmeisterschaft      | Herreneinzel | 2     | Markus Keck (Fortuna Regensburg) |
| 1991/1992 | Deutsche Einzelmeisterschaft      | Damendoppel  | 3     | Christine Skropke / Anne-Katrin Seid (FC Bayer 05 Uerdingen / Fortuna Regensburg)                                                        |
| 1991/1992 | Deutsche Einzelmeisterschaft      | Herrendoppel | 3     | Robert Neumann / Michael Keck (FC Langenfeld / Fortuna Regensburg)                                                                       |
| 1991/1992 | Deutsche Einzelmeisterschaft      | Mixed        | 2     | Michael Keck / Anne-Katrin Seid (Fortuna Regensburg)                                                                                     |
| 1992/1993 | Deutsche Einzelmeisterschaft      | Mixed        | 2     | Kai Mitteldorf / Anne-Katrin Seid (FC Bayer 05 Uerdingen / Fortuna Regensburg)                                                           |
| 1992/1993 | Deutsche Einzelmeisterschaft      | Damendoppel  | 3     | Nicole Baldewein / Anne-Katrin Seid (OSC Düsseldorf / Fortuna Regensburg)                                                                |
| 1992/1993 | Deutsche Einzelmeisterschaft      | Herrendoppel | 2     | Markus Keck / Michael Helber (Fortuna Regensburg)                                                                                        |
| 1992/1993 | Deutsche Einzelmeisterschaft      | Herrendoppel | 1     | Michael Keck / Uwe Ossenbrink (SV Fortuna Regensburg / TuS Wiebelskirchen)                                                               |
| 1992/1993 | Deutsche Einzelmeisterschaft      | Mixed        | 1     | Michael Keck / Karen Stechmann (SV Fortuna Regensburg / FC Langenfeld)                                                                   |
| 1993/1994 | Deutsche Einzelmeisterschaft      | Mixed        | 3     | Robert Neumann / Anne-Katrin Seid (FC Langenfeld / Fortuna Regensburg)                                                                   |
| 1993/1994 | Deutsche Einzelmeisterschaft      | Herreneinzel | 3     | Markus Keck (Fortuna Regensburg) |
| 1993/1994 | Deutsche Einzelmeisterschaft      | Herrendoppel | 3     | Markus Keck / Michael Helber (Fortuna Regensburg)                                                                                        |
| 1993/1994 | Deutsche Einzelmeisterschaft      | Herreneinzel | 3     | Björn Siegemund (Fortuna Regensburg) |
| 1993/1994 | Deutsche Einzelmeisterschaft      | Damendoppel  | 3     | Anne-Katrin Seid / Andrea Findhammer (Fortuna Regensburg / Hamburg)                                                                      |
| 1993/1994 | Deutsche Einzelmeisterschaft      | Herreneinzel | 2     | Michael Helber (Fortuna Regensburg) |
| 1994/1995 | Deutsche Einzelmeisterschaft      | Herrendoppel | 1     | Michael Helber / Michael Keck (SV Fortuna Regensburg / SSV Heiligenwald)                                                                 |
| 1995/1996 | Deutsche Einzelmeisterschaft      | Herrendoppel | 1     | Michael Helber / Michael Keck (SV Fortuna Regensburg / SSV Heiligenwald)                                                                 |
| 1995/1996 | Deutsche Einzelmeisterschaft      | Herrendoppel | 2     | Stephan Kuhl / Björn Siegemund (OSC Düsseldorf / Fortuna Regensburg)                                                                     |
| 1996/1997 | Deutsche Einzelmeisterschaft      | Mixed        | 1     | Björn Siegemund / Katrin Schmidt (SV Fortuna Regensburg / TuS Wiebelskirchen)                                                            |
| 1996/1997 | Deutsche Einzelmeisterschaft      | Dameneinzel  | 3     | Steffie Müller (Fortuna Regensburg) |
| 1996/1997 | Deutsche Einzelmeisterschaft      | Herrendoppel | 1     | Michael Helber / Björn Siegemund (SV Fortuna Regensburg)                                                                                 |
| 1996/1997 | Deutsche Mannschaftsmeisterschaft | Mannschaft   | 2     | SV Fortuna Regensburg |
| 1997/1998 | Deutsche Mannschaftsmeisterschaft | Mannschaft   | 3     | SV Fortuna Regensburg |
| 1997/1998 | Deutsche Einzelmeisterschaft      | Mixed        | 1     | Stephan Kuhl / Nicol Pitro (SC Bayer 05 Uerdingen / SV Fortuna Regensburg)                                                               |
| 1997/1998 | Deutsche Einzelmeisterschaft      | Herrendoppel | 1     | Michael Helber / Björn Siegemund (SV Fortuna Regensburg)                                                                                 |
| 1997/1998 | Deutsche Einzelmeisterschaft      | Dameneinzel  | 2     | Steffie Müller (Fortuna Regensburg) |
| 1997/1998 | Deutsche Einzelmeisterschaft      | Damendoppel  | 3     | Nicol Pitro / Anika Sietz (SV Fortuna Regensburg / FC Langenfeld)                                                                        |
| 1997/1998 | Deutsche Einzelmeisterschaft      | Mixed        | 2     | Björn Siegemund / Karen Stechmann (Fortuna Regensburg / FC Langenfeld)                                                                   |
| 1998/1999 | Deutsche Einzelmeisterschaft      | Herrendoppel | 1     | Michael Helber / Björn Siegemund (SV Fortuna Regensburg)                                                                                 |
| 1998/1999 | Deutsche Einzelmeisterschaft      | Damendoppel  | 3     | Nicol Pitro / Anika Sietz (SV Fortuna Regensburg / TuS Wiebelskirchen)                                                                   |
| 1998/1999 | Deutsche Einzelmeisterschaft      | Mixed        | 2     | Michael Keck / Nicol Pitro (SG Anspach / SV Fortuna Regensburg)                                                                          |
| 1998/1999 | Deutsche Einzelmeisterschaft      | Mixed        | 1     | Björn Siegemund / Karen Stechmann (SV Fortuna Regensburg / FC Langenfeld)                                                                |
| 1998/1999 | Deutsche Mannschaftsmeisterschaft | Mannschaft   | 2     | SV Fortuna Regensburg |
| 1999/2000 | Deutsche Einzelmeisterschaft      | Mixed        | 2     | Björn Siegemund / Karen Stechmann (Fortuna Regensburg / FC Langenfeld)                                                                   |
| 1999/2000 | Deutsche Einzelmeisterschaft      | Dameneinzel  | 3     | Steffie Müller (Fortuna Regensburg) |
| 1999/2000 | Deutsche Einzelmeisterschaft      | Herrendoppel | 2     | Björn Siegemund / Michael Helber (Fortuna Regensburg)                                                                                    |
| 1999/2000 | Deutsche Einzelmeisterschaft      | Damendoppel  | 1     | Anika Sietz / Nicol Pitro (PSV Grün-Weiß Wiesbaden / SV Fortuna Regensburg)                                                              |
| 1999/2000 | Deutsche Mannschaftsmeisterschaft | Mannschaft   | 3     | SV Fortuna Regensburg |
| 2000/2001 | Deutsche Einzelmeisterschaft      | Dameneinzel  | 3     | Stefanie Müller (Fortuna Regensburg) |

## Fußball
Die Fußballabteilung des Vereins stellt eine feste Größe im bayerischen Amateurfußball dar. Die erste Herrenmannschaft trägt ihre Heimspiele in der Projekt 29 Arena aus. 
In der Saison 2011/12 schaffte Fortuna den Aufstieg in die neu strukturierte, sechstklassige Landesliga Bayern Mitte und belegte dort 2012/13 den 13. Platz. Unter dem neuen Trainer Helmut Zeiml konnte sich der SV Fortuna in der Landesliga Mitte behaupten. Im Mai 2022 scheiterte die Mannschaft erst in der Relegation am erstmaligen Aufstieg zur Bayernliga. Dieser gelang in der 2022/23 als Meister der Landesliga Mitte schließlich.
Die Bundesligaspielerin Gia Corley stammt aus der Jugend von Fortuna Regensburg.

### Saisondaten der Herrenmannschaft
| Saison  | Liga                    | Klasse | Platz | Tore   | Punkte | Ergebnis | Zuschauer |
| ------- | ----------------------- | ------ | ----- | ------ | ------ | -------- | --------- |
| 2024/25 | Bayernliga Nord         | V      | 6.    | 84:58  | 53     | ◀        | 171       |
| 2023/24 | Bayernliga Nord         | V      | 15.   | 64:71  | 48     | ◀        | 188       |
| 2022/23 | Landesliga Bayern Mitte | VI     | 1.    | 115:52 | 75     | ▲        | 145       |
| 2021/22 | Landesliga Bayern Mitte | VI     | 2.    | 98:34  | 86     | ◀        | 145       |
| 2019/21 | Landesliga Bayern Mitte | VI     | 3.    | 72:44  | 51     | ◀        | 203       |
| 2018/19 | Landesliga Bayern Mitte | VI     | 5.    | 56:62  | 57     |          | 162       |
| 2017/18 | Landesliga Bayern Mitte | VI     | 5.    | 73:64  | 56     |          | 198       |
| 2016/17 | Landesliga Bayern Mitte | VI     | 4.    | 77:56  | 60     |          | 189       |
| 2015/16 | Landesliga Bayern Mitte | VI     | 2.    | 90:47  | 68     |          | 188       |

## Schach
Die 1. Herrenmannschaft spielte mehrere Jahre in der höchsten deutschen Spielklasse, der Schachbundesliga, ebenso die Frauenmannschaft. Zu bekannten Spielern der Regensburger gehörten Milka Ankerst, Štefan Gross, Ingrid Lauterbach, Peter Meister, Eduard Meduna und Anita Stangl. Mit Ablauf der Spielzeit 2010/11 endete der Ligabetrieb.

### 1. Bundesliga Süd
| Saison  | Mannschaftspunkte | Brettpunkte | Platz |
| ------- | ----------------- | ----------- | ----- |
| 1975/76 | 5:9               | 21,0:35,0   | 8     |
| 1978/79 | 6:8               | 25,0:31,0   | 6     |
| 1979/80 | 6:8               | 26,5:29,5   | 6     |

### 1. Bundesliga
| Saison  | Mannschaftspunkte | Brettpunkte | Platz |
| ------- | ----------------- | ----------- | ----- |
| 1986/87 | 8:22              | 46,0:74,0   | 14    |
| 1989/90 | 6:24              | 42,0:78,0   | 15    |

### 1. Bundesliga (Frauen)
| Saison    | Mannschaftspunkte | Brettpunkte | Platz |
| --------- | ----------------- | ----------- | ----- |
| 1999/2000 | 1:21              | 16,5:49,5   | 12    |

## Cheerleading
Am 1. Mai 2012 wurden die Green Berets Cheerleader als Abteilung des SV Fortuna gegründet. Unter dem Motto: Kann ich nicht! Gibt es nicht!!! wird als primäres Ziel die Teilnahme an den jährlich stattfindenden Cheerleader-Meisterschaften angestrebt. Weitere Auftritte finden zu Benefiz-, Firmen- und Privatveranstaltungen statt.

### Altersklassen
| Teams   | Alter       | Teamname                 |
| ------- | ----------- | ------------------------ |
| Peewees | 5–11 Jahre  | Little Green Berets      |
| Juniors | 11–17 Jahre | Fancy Green Berets       |
| Seniors | ab 18 Jahre | Green Berets Cheerleader |

### Erfolge

#### Little Green Berets
| Datum            | Veranstaltung             | Ort       | Kategorie      | Platz | Punkte |
| ---------------- | ------------------------- | --------- | -------------- | ----- | ------ |
| 20. März 2016    | Regionalmeisterschaft Süd | Hof       | Peewee Level 1 | 11    | 4,79   |
| 28. Februar 2015 | Regionalmeisterschaft Süd | Göppingen | Peewee Level 1 | 8     | 5,02   |
| 23. März 2014    | Regionalmeisterschaft Süd | Hof       | Peewee Level 1 | 9     | 3,60   |
| 10. März 2013    | Regionalmeisterschaft Süd | Neu-Ulm   | Peewee Level 1 | 10    | 2,31   |

#### Fancy Green Berets
| Datum            | Veranstaltung             | Ort       | Kategorie      | Platz | Punkte |
| ---------------- | ------------------------- | --------- | -------------- | ----- | ------ |
| 20. März 2016    | Regionalmeisterschaft Süd | Hof       | Junior Level 4 | 9     | 6,03   |
| 28. Februar 2015 | Regionalmeisterschaft Süd | Göppingen | Junior Level 4 | 18    | 3,81   |
| 23. März 2014    | Regionalmeisterschaft Süd | Hof       | Junior Level 3 | 9     | 3,95   |